# گیدریوس تیتنیس
گیدریوس تیتنیس (به انگلیسی: Giedrius Titenis) (زادهٔ ۲۱ ژوئیهٔ ۱۹۸۹) شناگر اهل لیتوانی است.